# Eşqin Quliyev
Eşqin Quliyev (11 dicembre 1990) è un ex calciatore azero, di ruolo centrocampista.

## Carriera

### Club
Ha giocato nella massima serie del campionato azero con Neftçi Baku e Sumqayıt.

### Nazionale
Debutta con la Nazionale azera nell'amichevole pareggiata per 0-0 contro l'Uzbekistan e disputata il 1º febbraio 2013.